# Threskiornithidae
I Treschiornitidi (Threskiornithidae Richmond, 1917) sono la famiglia dell'ordine dei Pelecaniformi cui appartengono ibis e spatole. Originariamente posti in due sottofamiglie diverse, i due gruppi di uccelli sono facili da distinguere, poiché differiscono nella morfologia, soprattutto in quella del becco: le spatole, infatti, hanno un becco lungo e vistosamente appiattito, mentre gli ibis hanno un becco incurvato verso il basso.
Le spatole e gli ibis sono diffusi in tutto il mondo, specialmente nelle regioni tropicali e subtropicali. Le spatole si spingono verso latitudini più settentrionali: la spatola propriamente detta si riproduce, tra l'altro, sul lago di Neusiedl e nei Paesi Bassi. Anche l'ibis eremita nidificava sulle Alpi fino al XVII secolo, ma oggi è scomparso dalla regione; attualmente sono all'opera programmi di reintroduzione della specie in Europa centrale, Spagna e Italia.

## Descrizione
Ibis e spatole presentano una lunghezza compresa tra 50 e 110 cm e sono caratterizzati da corpo tozzo e collo e zampe lunghi. Le zampe terminano con un piede anisodattilo con lunghe dita; le membrane interdigitali sono presenti solo alla base delle dita e si distinguono a malapena. Le ali, lunghe e larghe, consentono un volo potente e veloce. Caratteristico degli ibis è il lungo becco ricurvo verso il basso. Le spatole, al contrario, hanno un lungo becco vistosamente allargato e appiattito all'estremità.
A seconda delle specie il piumaggio può essere bianco, marrone, nero e rosso. Tuttavia, i colori marrone e nero sono presenti solo negli ibis. Fatta eccezione per la spatola rosata, le spatole hanno tutte il piumaggio bianco. Le specie di colore scuro presentano spesso piume dai riflessi metallici. Inoltre, tutte le specie sono caratterizzate da zone di pelle nuda sul capo, soprattutto nell'area della faccia. A parte leggere differenze di dimensioni, non c'è dimorfismo sessuale. Tuttavia, l'aspetto varia a seconda delle stagioni: durante il periodo nuziale il piumaggio e le zone glabre della faccia appaiono più accesi. Alcune specie presentano cambiamenti cromatici ancora più marcati, come l'ibis giapponese, grigio nel periodo nuziale e bianco durante il resto dell'anno.

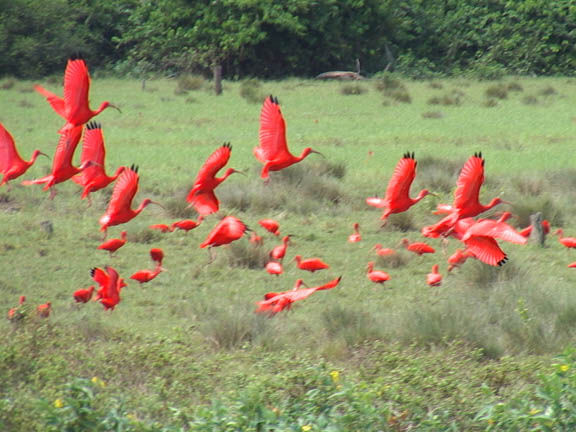
Ibis scarlatti (Eudocimus ruber).

## Distribuzione e habitat
La famiglia è presente in tutti i continenti tranne l'Antartide, ma è per lo più concentrata ai tropici, dove vive la maggior parte delle specie. Vi sono più specie nel Vecchio Mondo che nel Nuovo. Le specie del genere Bostrychia sono diffuse in Africa e nelle isole al largo. Il genere Threskiornis è distribuito con varie specie strettamente imparentate tra loro dall'Africa all'Australia, Asia compresa. Le specie del genere Geronticus, cui appartiene anche l'ibis eremita, un tempo diffuso nell'Europa centrale, nidificano nelle regioni montuose semiaride.
Habitat tipico dei rappresentanti della famiglia sono i laghi e i fiumi a flusso lento, sia nelle zone aperte che nelle fitte foreste pluviali. Tuttavia, alcune specie vivono anche nelle steppe e nelle savane o, come l'ibis eremita, in zone caratterizzate da un clima desertico arido. Com'è facile immaginare, la distribuzione di quest'ultimo non è strettamente correlata alla presenza di acqua.
Le specie tropicali sono stanziali, mentre le poche presenti nelle zone temperate sono migratori veri e propri che svernano nelle zone subtropicali e tropicali.

## Biologia

### Comportamento

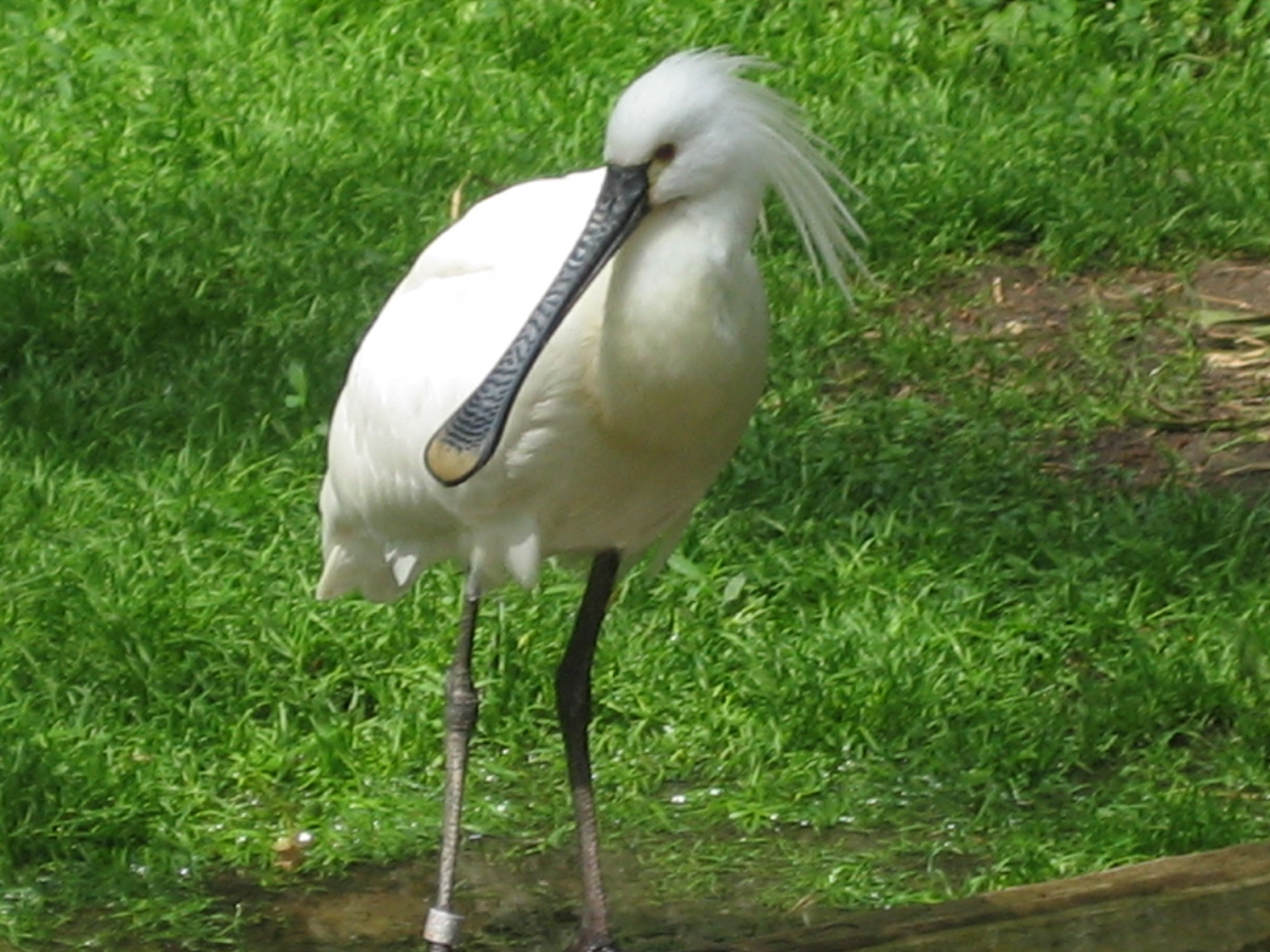
Spatola (Platalea leucorodia).

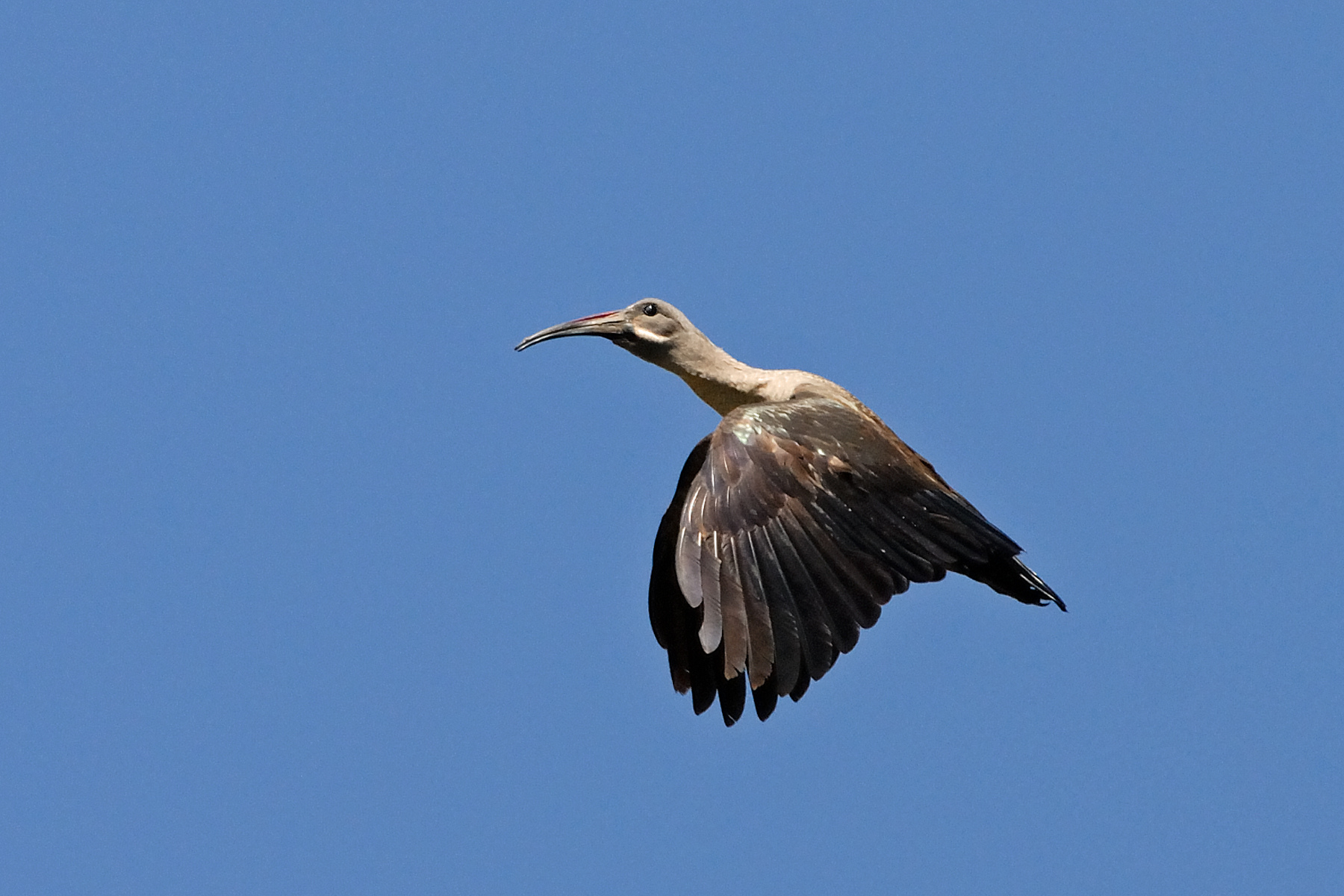
Ibis hadada (Bostrychia hagedash).

Gli ibis sono uccelli diurni, che vanno in cerca di cibo durante il giorno e si ritirano sugli alberi di notte per riposare. Al contrario, le spatole sono almeno in parte attive di notte.

### Alimentazione
Le specie acquatiche si nutrono di insetti acquatici, larve di insetti, piccoli crostacei e molluschi, più raramente di piccoli pesci e anfibi. Le poche specie che vivono lontano dall'acqua nelle zone più aride, invece, si nutrono di cavallette, coleotteri, ragni e lumache, più raramente di lucertole, serpenti e topi. Gli ibis usano il lungo becco per sondare il fango e il terreno in cerca di cibo; le spatole, invece, agitano l'acqua e il terreno muovendo il becco avanti e indietro per ghermire le prede.

### Riproduzione
La maggior parte degli ibis e delle spatole nidifica in colonie. Si tratta spesso di colonie miste in cui si incontrano diverse specie della famiglia, nonché cicogne, aironi e cormorani. Particolarmente numerose sono le colonie dei generi Threskiornis ed Eudocimus, che possono comprendere diverse migliaia di individui. Solo poche specie, come l'ibis coda acuta e l'ibis verde, sono più solitarie.
I maschi arrivano per primi nelle colonie e cercano un piccolo territorio che difendono dai conspecifici. Il legame che unisce le varie coppie si protrae per l'intera stagione riproduttiva, ma può durare anche anni. Durante il corteggiamento i due partner effettuano un gran numero di gesti ritualizzati: chinano la testa, strofinano insieme becchi e colli e si scambiano materiale per la costruzione del nido; in misura minore, successivamente, è possibile osservare tali gesti quando la coppia si saluta nel nido.
Entrambi i partner partecipano alla costruzione del nido, che viene solitamente costruito su un albero ed è costituito da ramoscelli, erba e altro materiale vegetale. Qui la femmina depone da due a cinque (più raramente a sette) uova, di colore bianco, verde chiaro o bluastro e sempre prive di macchie. Entrambi i partner si dedicano alla loro incubazione per un periodo che va da 20 a 31 giorni.
Quando i giovani escono dalle uova, hanno un becco corto e diritto: questo tratto comune è stato utilizzato anche come prova della stretta parentela tra ibis e spatole. Dopo pochi giorni il becco comincia a crescere rapidamente: nel caso degli ibis diventa lungo e ricurvo, mentre nelle spatole si allarga all'estremità. Già all'età di 16 giorni una giovane spatola ha un becco che ricorda quello dei genitori. I giovani si nutrono infilando il becco in profondità nella gola dell'adulto, che poi rigurgita il cibo predigerito. Degno di nota è il fatto che i giovani non tollerano l'acqua salata; quelle specie di ibis e spatole che nidificano nelle mangrovie e di solito assumono acqua salata e salmastra sono quindi costrette a volare nell'entroterra per trovare cibo per i loro piccoli.
A seconda della specie, i giovani si involano dopo 28-56 giorni. Di solito non sopravvivono più di due giovani. Dal momento che le uova non si schiudono contemporaneamente, spesso i nidiacei mostrano una variazione significativa nelle dimensioni. I più piccoli hanno meno possibilità di avere la meglio nelle schermaglie con i fratelli quando è il momento di nutrirsi e spesso muoiono prematuramente.
L'aspettativa di vita di ibis e spatole è piuttosto alta. In natura, presso varie specie di ibis, sono stati registrati esemplari di 14-16 anni e una spatola è vissuta anche fino a 28 anni.

## Conservazione
Alcune specie, sia di ibis che di spatole, sono gravemente minacciate di estinzione. Tra queste ricordiamo l'ibis giapponese, diffuso in passato in Giappone, Cina e Corea e oggi presente solo in un'area molto piccola; l'ibis eremita, che in natura nidifica ormai solo in Marocco, l'ibis gigante, che è già scomparso da alcune parti del suo areale, l'ibis spalle bianche, occasionalmente classificato come sottospecie dell'ibis nero, e l'ibis di São Tomé. Tra le spatole, l'unica specie minacciata è quella faccianera.

## Evoluzione

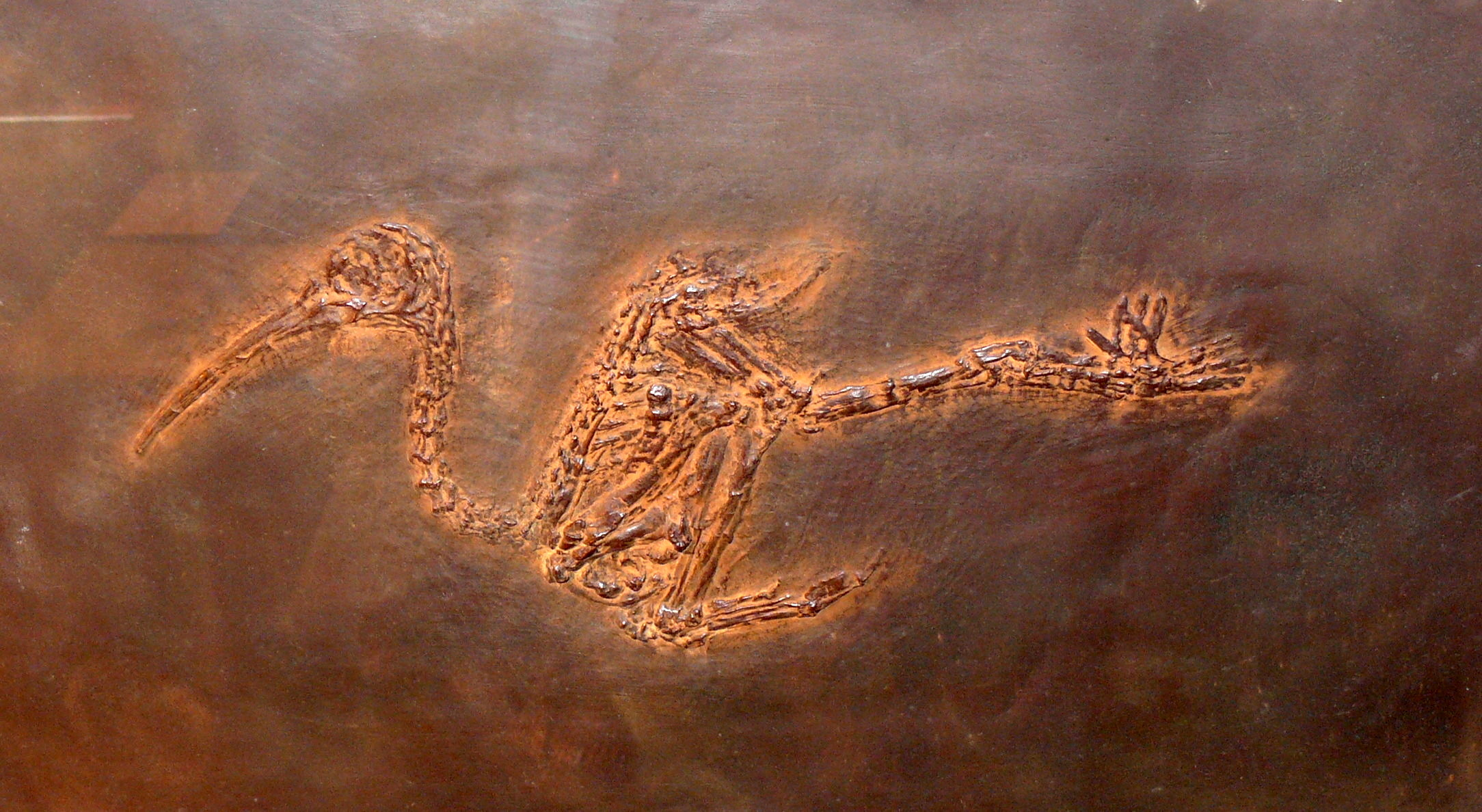
Rhynchaeites messelensis.

Il più antico rappresentante conosciuto dei Treschiornitidi è Rhynchaeites messelensis dell'Eocene, rinvenuto nel pozzo di Messel. Anche altre due specie fossili dell'Eocene provenienti dalla Cina, Minggangia changgouensis e Ibidopsis hordwelliensis, potrebbero appartenere a questa famiglia, sebbene altri paleontologi li collochino vicino ai ralli.
Rappresentanti degli attuali generi Threskiornis, Geronticus e Plegadis compaiono già nel Pliocene, e dal Pleistocene sono noti resti fossili di specie attuali.

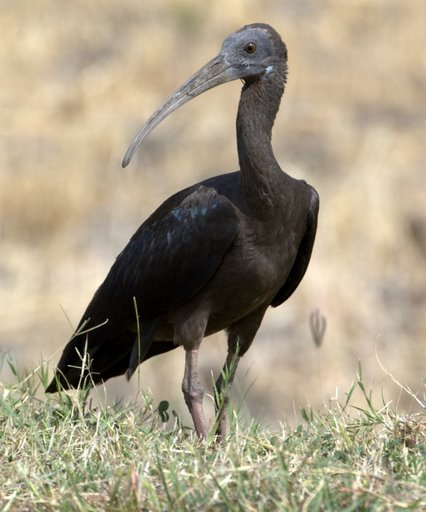
Mignattaio (Plegadis falcinellus).

Specie degne di nota del Pleistocene superiore e dell'Olocene inferiore erano gli ibis incapaci di volare delle Hawaii (Apteribis) e della Giamaica (Xenicibis).

## Tassonomia
Gli ibis e le spatole sono stati a lungo classificati tra i Ciconiiformi. Venivano tradizionalmente considerati parenti stretti delle cicogne, soprattutto perché i tantali presentano molti tratti in comune con gli ibis. Oggi, tuttavia, gli studiosi ritengono per lo più che si tratti di somiglianze superficiali che non sono direttamente correlate con rapporti di parentela. Nel 2001 Van Tuinen et al. hanno riconosciuto i Treschiornitidi come sister group degli aironi, opinione oggi condivisa dalla maggioranza degli specialisti.
Recenti analisi genetiche suggeriscono che gli ibis e le spatole, come gli aironi, loro sister clade, appartengono ai Pelecaniformi, cioè siano più strettamente imparentati con i pellicani che con le cicogne. Anche l'Unione Ornitologica Internazionale (IOU) segue questa classificazione.
Il termine «Threskiornithidae», però, non è privo di controversie. Poiché il nome del genere Platalea venne istituito prima di Threskiornis, alcuni tassonomisti sostengono che l'intera famiglia dovrebbe essere chiamata «Plataleidae».
La monofilia dei Traschiornitidi non è mai stata messa in discussione. Originariamente la famiglia veniva suddivisa in due sottofamiglie, i Treschiornitini (Threskiornithinae; gli ibis) e i Plataleini (Plataleinae; le spatole). Tuttavia, dal momento che la sottofamiglia dei Treschiornitini si è rivelata parafiletica, la suddivisione in due sottofamiglie è stata abbandonata. Al contrario, è possibile distinguere due cladi in seno alla famiglia, uno originario del Nuovo Mondo, costituito dai generi Eudocimus, Phimosus e Theristicus, e uno quasi cosmopolita comprendente i restanti generi, incluse le spatole. Entrambe le linee evolutive si sono separate tra 42 e 39 milioni di anni fa.

### Specie
Attualmente la famiglia comprende 36 specie (compresa una scomparsa di recente), ripartite in 13 generi:
- Genere Threskiornis G. R. Gray, 1842

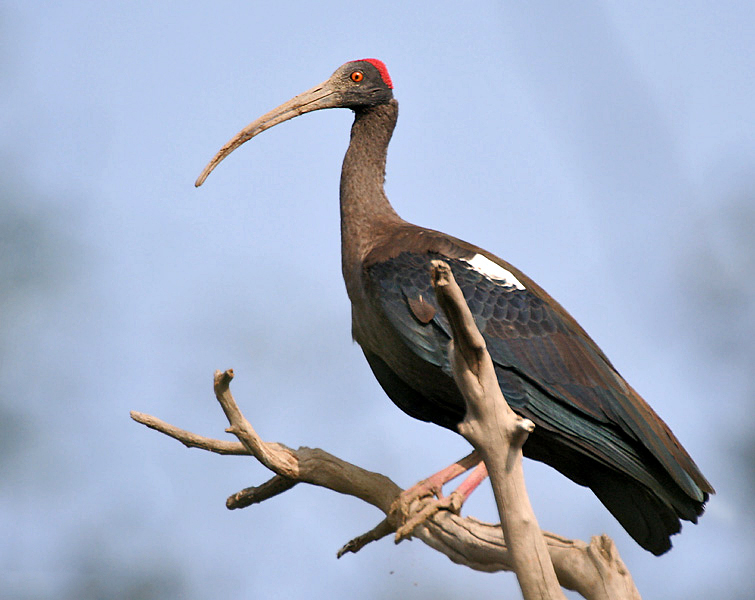
Ibis nero (Pseudibis papillosa).

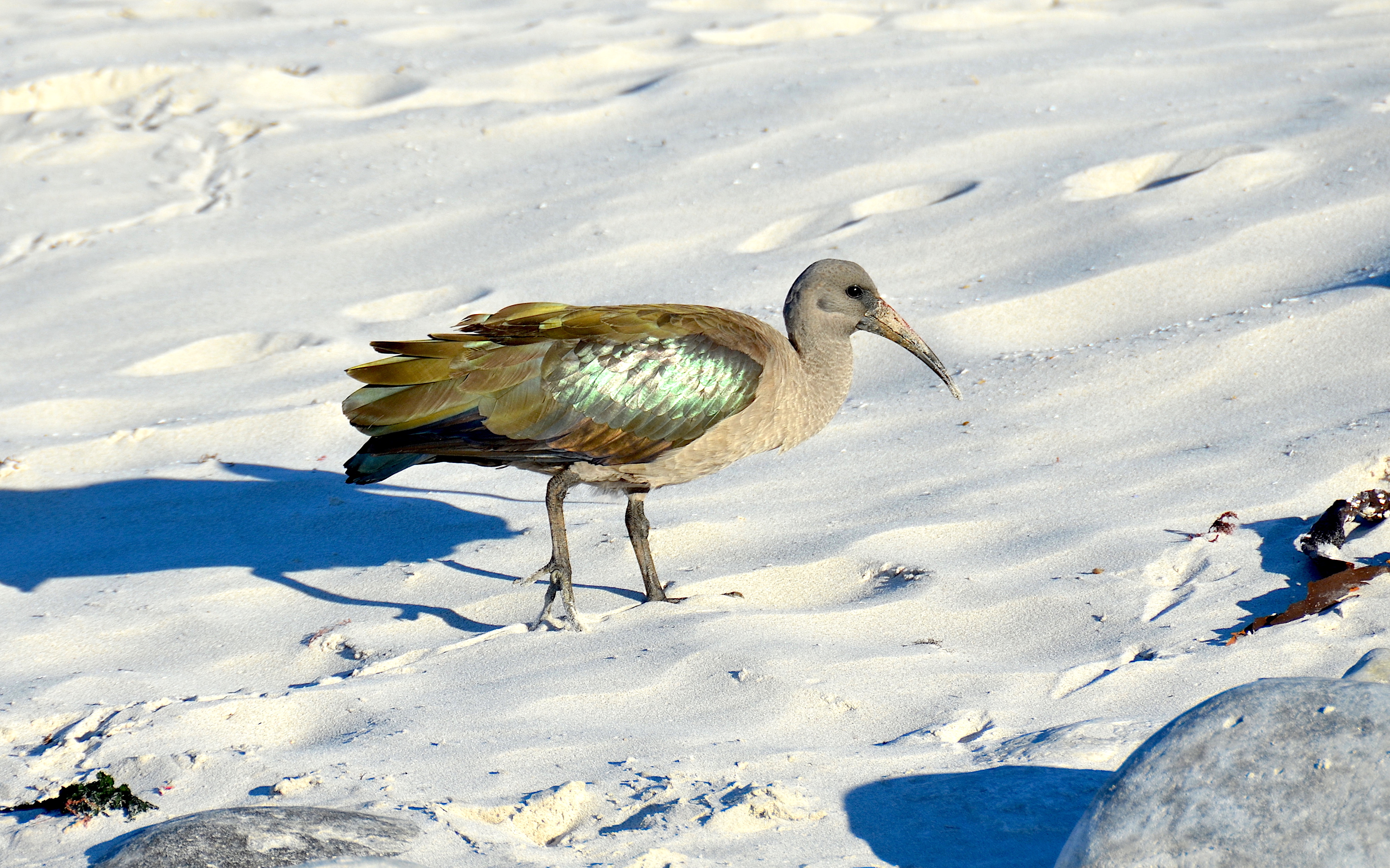
Ibis hadada (Bostrychia hagedash).

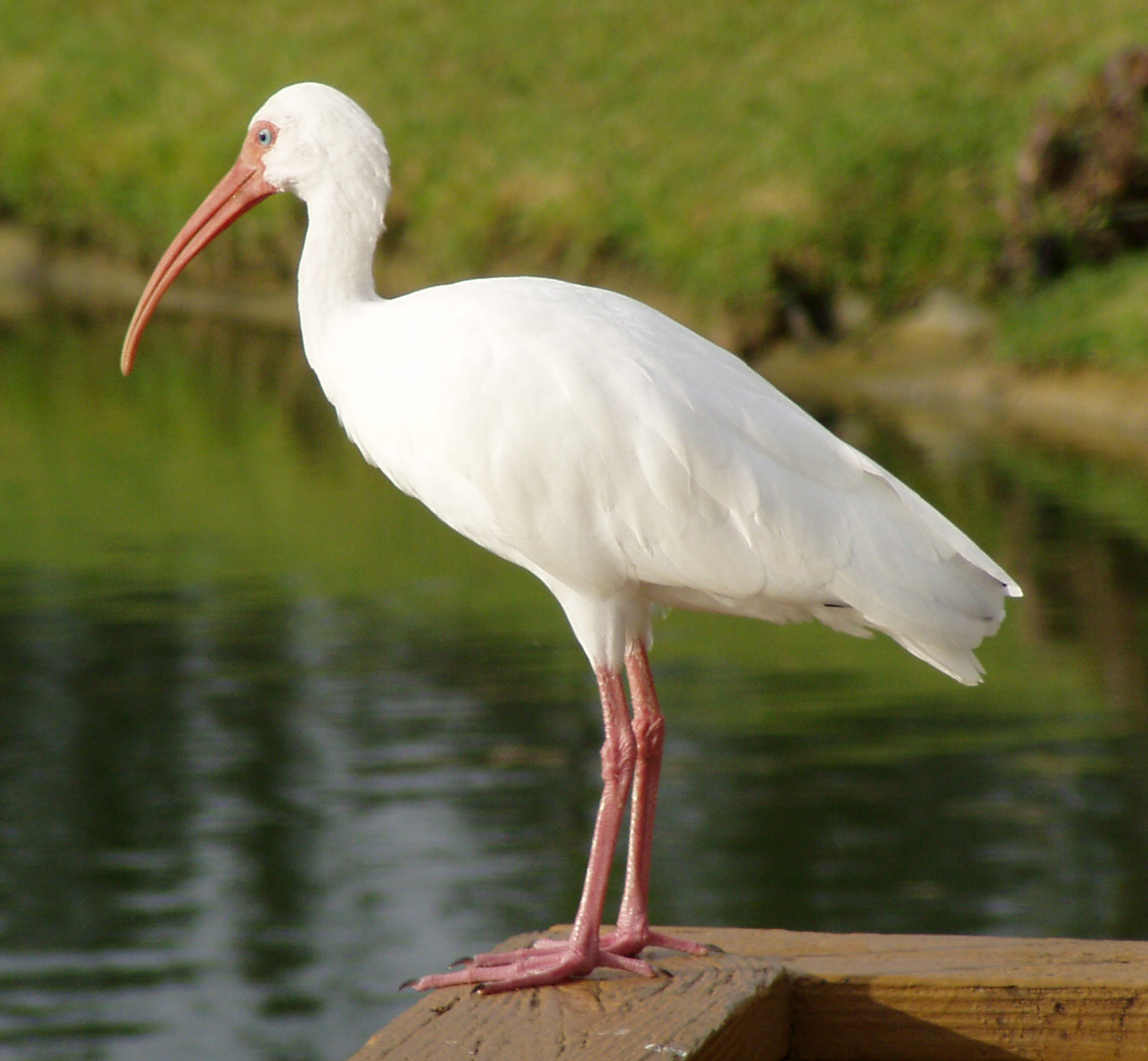
Ibis bianco (Eudocimus albus).

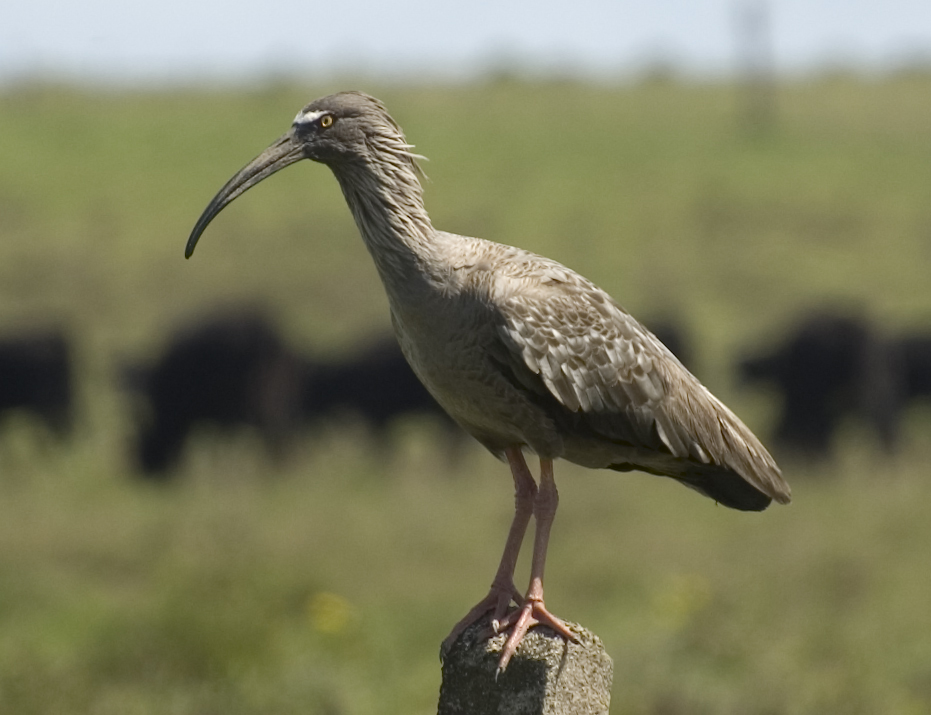
Ibis plumbeo (Theristicus caerulescens).

  - Threskiornis aethiopicus (Latham, 1790) - ibis sacro;
  - Threskiornis bernieri (Bonaparte, 1855) - ibis bianco del Madagascar;
  - † Threskiornis solitarius (de Sélys-Longchamps, 1848) - ibis di Réunion;
  - Threskiornis melanocephalus (Latham, 1790) - ibis bianco orientale;
  - Threskiornis molucca (Cuvier, 1829) - ibis bianco australiano;
  - Threskiornis spinicollis (Jameson, 1835) - ibis collospinoso.
- Genere Pseudibis Hodgson, 1844
  - Pseudibis papillosa (Temminck, 1824) - ibis nero;
  - Pseudibis davisoni (Hume, 1875) - ibis spalle bianche;
  - Pseudibis gigantea (Oustalet, 1877) - ibis gigante.
- Genere Geronticus Wagler, 1832
  - Geronticus eremita (Linnaeus, 1758) - ibis eremita;
  - Geronticus calvus (Boddaert, 1783) - ibis calvo.
- Genere Nipponia Reichenbach, 1853
  - Nipponia nippon (Temminck, 1835) - ibis giapponese.
- Genere Bostrychia G. R. Gray, 1847
  - Bostrychia olivacea (Du Bus de Gisignies, 1838) - ibis olivaceo;
  - Bostrychia bocagei (Chapin, 1923) - ibis di São Tomé;
  - Bostrychia rara (Rothschild, E. J. O. Hartert e Kleinschmidt, 1897) - ibis pettomacchiato;
  - Bostrychia hagedash (Latham, 1790) - ibis hadada;
  - Bostrychia carunculata (Rüppell, 1837) - ibis caruncolato.
- Genere Theristicus Wagler, 1832
  - Theristicus caerulescens (Vieillot, 1817) - ibis plumbeo;
  - Theristicus caudatus (Boddaert, 1783) - ibis collochiaro;
  - Theristicus melanopis (J. F. Gmelin, 1789) - ibis faccianera;
  - Theristicus branickii Berlepsch e Stolzmann, 1894 - ibis delle Ande.
- Genere Cercibis Wagler, 1832
  - Cercibis oxycerca (Spix, 1825) - ibis coda acuta.
- Genere Mesembrinibis J. L. Peters, 1930
  - Mesembrinibis cayennensis (J. F. Gmelin, 1789) - ibis verde.
- Genere Phimosus Wagler, 1832
  - Phimosus infuscatus (M. H. C. Lichtenstein, 1823) - ibis faccianuda.
- Genere Eudocimus Wagler, 1832
  - Eudocimus albus (Linnaeus, 1758) - ibis bianco;
  - Eudocimus ruber (Linnaeus, 1758) - ibis scarlatto.
- Genere Plegadis Kaup, 1829
  - Plegadis falcinellus (Linnaeus, 1766) - mignattaio;
  - Plegadis chihi (Vieillot, 1817) - ibis facciabianca;
  - Plegadis ridgwayi (J. A. Allen, 1876) - ibis della Puna.
- Genere Lophotibis Reichenbach, 1853
  - Lophotibis cristata (Boddaert, 1783) - ibis crestato.
- Genere Platalea Linnaeus, 1758
  - Platalea leucorodia Linnaeus, 1758 - spatola;
  - Platalea minor Temminck e Schlegel, 1850 - spatola faccianera;
  - Platalea alba Scopoli, 1786 - spatola africana;
  - Platalea regia Gould, 1838 - spatola reale;
  - Platalea flavipes Gould, 1838 - spatola beccogiallo;
  - Platalea ajaja Linnaeus, 1758 - spatola rosata.

## Rapporti con l'uomo

### Cultura popolare
Gli antichi egizi, che raffiguravano il dio Thot con la testa di un ibis, tenevano in grande considerazione questi animali. È possibile che la loro venerazione per questi uccelli fosse dovuta al fatto che gli ibis apparivano ogni anno in Egitto quando le acque del Nilo straripavano. Gli ibis venivano raffigurati sulle pitture parietali, mentre un gran numero di esemplari mummificati è stato scoperto nelle tombe. Il processo di mummificazione era molto laborioso e gli imbalsamatori arrivavano persino a riempire lo stomaco degli ibis con semi e granaglie. Gli uccelli mummificati venivano impiegati come offerte votive e collocati in catacombe scavate nella roccia. Gli archeologi hanno scoperto circa 1,75 milioni di questi cadaveri di ibis in un luogo di culto a Saqqara. Tuttavia, il nome «ibis sacro», attribuito alla specie presente in Egitto, è fuorviante: infatti non è stato provato che l'uccello venerato dagli antichi egizi fosse proprio questo. Forse potrebbe essersi trattato dell'ibis eremita, che viveva in Egitto nei tempi antichi e venne soppiantato solo molto più tardi dall'ibis sacro.
Come sappiamo dall'Historia Animalium di Conrad Gessner, l'ibis eremita era diffuso anche sulle montagne d'Europa, ad esempio sulle Alpi, fino al XVI secolo. L'estinzione dell'unico ibis dell'Europa centrale ebbe probabilmente varie cause, ma si presume che la caccia, le modifiche antropiche al paesaggio e il raffreddamento del clima siano state le più importanti.

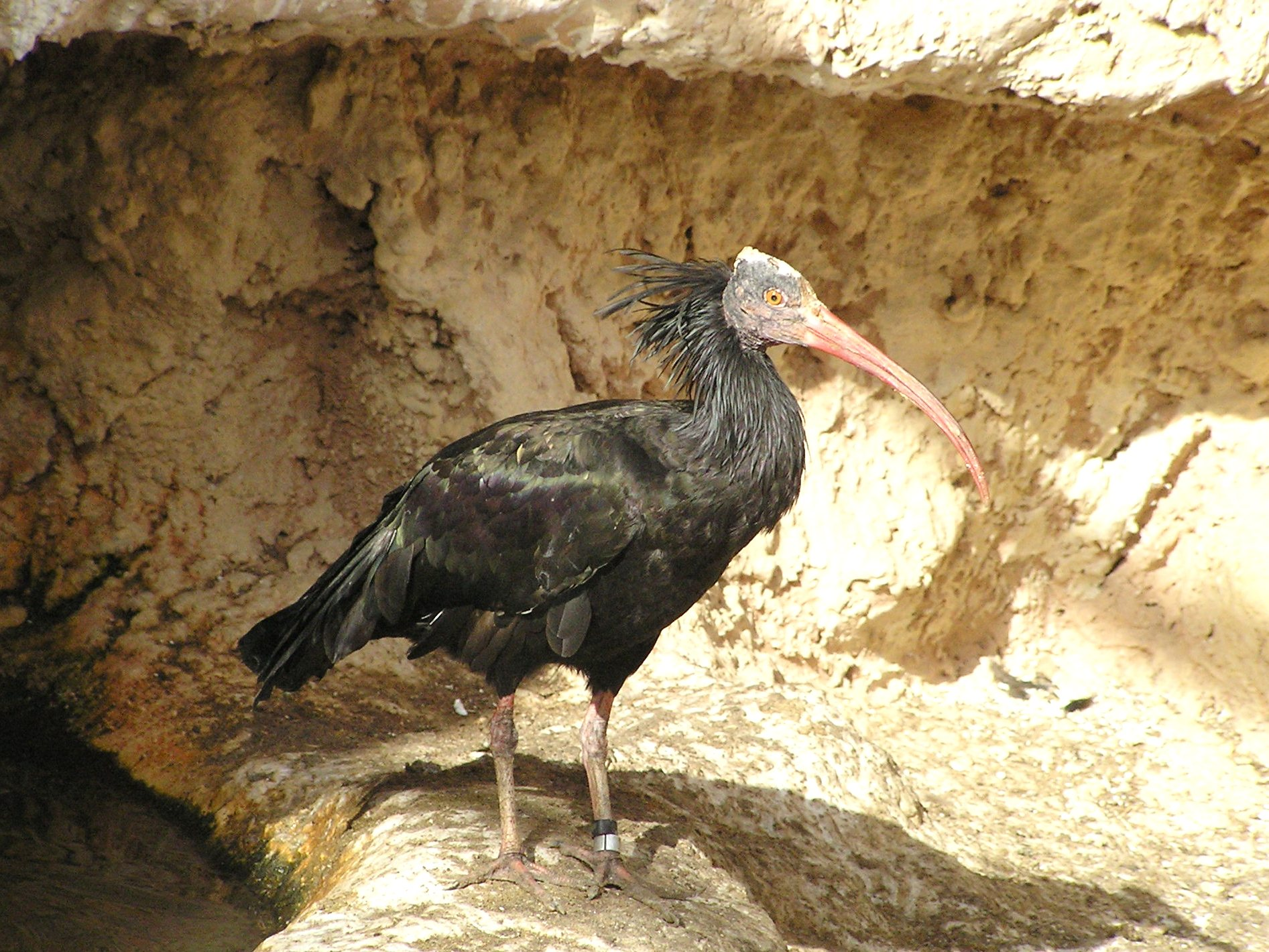
Ibis eremita (Geronticus eremita).

Gli ibis, anche in questo caso più propriamente l'ibis eremita, sono inoltre correlati con il racconto biblico dell'arca di Noè, sebbene solo in una versione diffusa localmente nell'Anatolia orientale. Secondo il racconto, fu un ibis a condurre Noè dopo la fine del Diluvio dal monte Ararat giù fino alla valle dell'alto Eufrate, dove Noè si stabilì con la sua famiglia. Per questo motivo, l'ibis veniva anche onorato con feste annuali nell'area di Birecik.

### Specie in pericolo
L'ibis eremita, una specie un tempo diffusa nella regione mediterranea e nell'Europa centrale, è oggi minacciato di estinzione. Oltre alla minuscola colonia di Birecik e a pochi altri esemplari in Siria, questo ibis vive ancora principalmente in Marocco. Qui, il numero di esemplari è nuovamente aumentato grazie alle misure di conservazione attuate, ma la specie figura ancora tra quelle considerate in pericolo dalla IUCN – ben poca cosa per un uccello un tempo così ampiamente diffuso.
Altre specie che vengono classificate come minacciate sulla Lista Rossa della IUCN sono:
- l'ibis calvo, vulnerabile;

- l'ibis bianco del Madagascar, la spatola faccianera e l'ibis giapponese, in pericolo. Quest'ultimo, pur essendo estinto in Giappone dal 2003, è presente con un'ultima colonia nello Shaanxi, ma la sua popolazione è in aumento da diversi anni grazie alle rigide misure di protezione, motivo per cui non è più considerato in pericolo critico dal 2000;

- l'ibis di São Tomé, l'ibis spalle bianche (presente solamente nel sud del Vietnam, in Cambogia e nel Borneo centrale, ma un tempo diffuso in tutto il Sud-est asiatico) e l'ibis gigante (presente solo nel sud del Laos e del Vietnam e nel nord della Cambogia), in pericolo critico.

L'ibis di Réunion, invece, è ormai estinto ed è noto unicamente a partire da reperti ossei. Tuttavia, si ritiene che fosse questo l'enigmatico «solitario di Réunion» o «dodo bianco» che compare nei resoconti antichi, frettolosamente classificato come parente del dodo. Se questa ipotesi è corretta, allora l'ibis di Réunion si estinse all'inizio del XVIII secolo.